# جيروم إتش فريدمان
جيروم إتش فريدمان (بالإنجليزية: Jerome H. Friedman)‏ هو إحصائي وأستاذ جامعي وباحث أمريكي، ولد في 29 ديسمبر 1939.

## وصلات خارجية
- الموقع الرسمي